# Copidosoma venustum
Copidosoma venustum är en stekelart som beskrevs av Sharkov 1988. Copidosoma venustum ingår i släktet Copidosoma och familjen sköldlussteklar. Inga underarter finns listade i Catalogue of Life.